# Gilles Marguet
Gilles Marguet (Pontarlier, 3 dicembre 1967) è un allenatore di biathlon ed ex biatleta francese.

## Biografia

### Carriera sciistica
In Coppa del Mondo ottenne il primo risultato di rilievo il 15 gennaio 1993 a Oberhof/Val Ridanna (63°) e il primo podio il giorno successivo nella medesima località (3°).
In carriera prese parte a un'edizione dei Giochi olimpici invernali, Salt Lake City 2002 (66° nella sprint, 3° nella staffetta), e a quattro dei Campionati mondiali, vincendo due medaglie.

### Carriera da allenatore
Dopo il ritiro è diventato allenatore dei biatleti nei quadri della nazionale francese.

## Palmarès

### Olimpiadi
- 1 medaglia:
  - 1 bronzo (staffetta[2] a Salt Lake City 2002)

### Mondiali
- 2 medaglie:
  - 1 oro (staffetta[2] a Pokljuka 2001)
  - 1 bronzo (gara a squadre[2] a Borovec 1993)

### Coppa del Mondo
- Miglior piazzamento in classifica generale: 36º nel 2001
- 3 podi (1 individuale, 2 a squadre[1]), oltre a quelli ottenuti in sede olimpica e iridata e validi anche ai fini della Coppa del Mondo:
  - 2 secondi posti (a squadre)
  - 1 terzo posto (individuale)